# Lokša
 (signalé en août 2025).
Si vous disposez d'ouvrages ou d'articles de référence ou si vous connaissez des sites web de qualité traitant du thème abordé ici, merci de compléter l'article en donnant les références utiles à sa vérifiabilité et en les liant à la section « Notes et références ».
- Archive Wikiwix
- Bing
- Cairn
- DuckDuckGo
- E. Universalis
- Gallica
- Google
- G. Books
- G. News
- G. Scholar
- Persée
- Qwant
- (zh) Baidu
- (ru) Yandex
- (wd) trouver des œuvres sur Wikidata

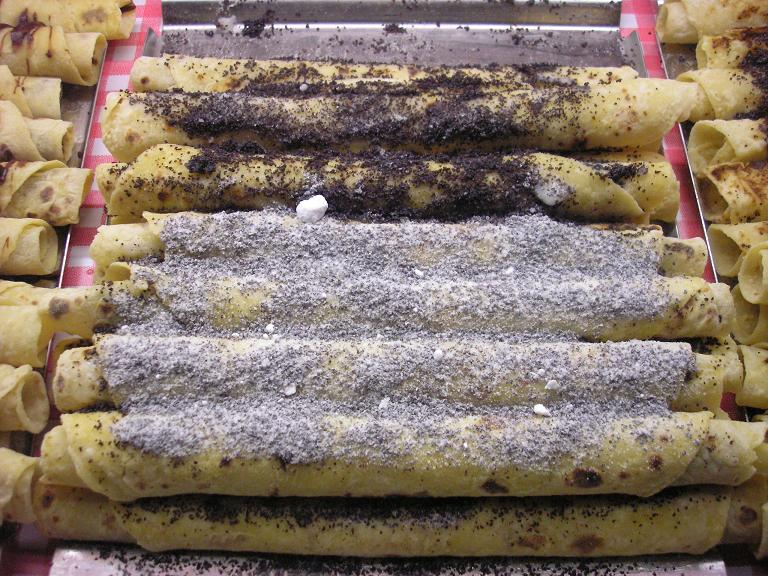
Lokše sucrées avec du sucre et du pavot.

La lokša (slovaque : lokša [ˈlɔkʃa], pluriel lokše [ˈlɔkʃɛ] ; tchèque : lokše [ˈlɔkʃɛ]) est un plat originaire de Slovaquie et du sud de la Moravie. Il s’agit d’une crêpe à base de pomme de terre et de farine. Les lokše peuvent être servie sucrées (avec du sucre, de la confiture, des noix, du pavot) ou salées (avec du saindoux, du chou, de la viande hachée).